# 野齧脂鯉
野齧脂鯉，為輻鰭魚綱脂鯉目脂鯉亞目脂鯉科的其中一個種。分布於南美洲巴西烏拉圭河及Laguna dos Patos流域，體長可達6.2公分，棲息在底中層水域，生活習性不明。